# Piis-Panewu
Piis-Panewu – miasto w Mikronezji, w stanie Chuuk. Według danych szacunkowych na rok 2012 liczyło 582 mieszkańców